# Parafia św. Michała Archanioła w Zycku
Parafia świętego Michała Archanioła w Zycku Polskim – parafia rzymskokatolicka, znajdująca się w diecezji łowickiej, w dekanacie Sanniki.  
Terytorium parafii obejmuje miejscowości: Juliszew, Kępa Karolińska, Leonów (część), Nowosiadło, Piotrkówek, Rybaki, Sady, Suchodół, Świniary, Wiończemin Polski, Władysławów, Zyck Nowy, Zyck Polski.